# Apoxyria americana
Apoxyria americana är en tvåvingeart som beskrevs av Carrera 1955. Apoxyria americana ingår i släktet Apoxyria och familjen rovflugor. Inga underarter finns listade i Catalogue of Life.